# Кушнір Антон Ярославович
Анто́н Яросла́вович Кушні́р (нар. 21 лютого 1979, Чернігів) — український флейтист і педагог, лауреат міжнародних конкурсів, засновник і творчий керівник ансамблю солістів «Solo Плюс» Національної музичної академії України.

## Життєпис
Народився в Чернігові 21 лютого 1979 року.
Закінчив Луганський коледж культури та мистецтв (клас свого батька Я. В. Кушніра). Також навчався у Донецькій консерваторії (1998; клас Л. К. Шершньової) і в Королівській консерваторії музики (Льєж, Бельгія; 2000; клас Д.-П. Жюстіна). Закінчив Національну музичну академію України (2004; клас професора В. С. Антонова), а також аспірантуру при ній (2007, клас Л. С. Цвірко та Є. О. Басалаєвої). 2013 року здобув ступінь кандидата мистецтвознавства. Удосконалював майстерність у Варшаві в Музичному університеті Фридерика Шопена (2008, клас Ельжбети Дастиш-Шварц).
2004 року разом із Марією Пухлянко заснував ансамбль солістів «Solo Плюс».
Викладає в Національній музичній академії України імені Петра Чайковського (клас флейти, камерного ансамблю; кафедра дерев'яних духових інструментів), з 2018 - декан оркестрового факультету.
Співпрацював з Чернігівським академічним симфонічним оркестром «Філармонія», Національним Президентським оркестром України, з 2018 є артистом Академічного симфонічного оркестру Національної філармонії України.
У дуеті з піаністкою Марією Пухлянко, у складі ансамблю солістів «Solo Плюс» вперше виконав твори сучасних українських композиторів: О. Безбородька, В. Вишинського, А. Кармазіна, Б. Кривопуста, Я. Кушніра, Ю. Іщенка та ін.
Здійснює наукові дослідження, є дослідником творчої діяльності флейтиста і педагога Олександра Химиченка (1856—1947), має близько 20 публікацій присвячених історії та методиці виконавства на флейті.
Має записи, що увійшли до фонду Українського радіо.

## Досягнення
- Лауреат 1-ї премії XV Всеукраїнського конкурсу виконавців на духових інструментах (Донецьк, 1998)
- Лауреат 1-ї премії Міжнародного конкурсу «Мистецтво 21 століття» (Ворзель, 2003, 1-ша премія)
- Лауреат програми Українського фонду культури «Нові імена» (Київ, 2003)
- Дипломант «World Music Contest» (Керкраде, Нідерланди, 2006)
- Дипломант Міжнародного конкурсу «Jeunnesses Musicales» (Румунія)

## Праці
- Історія кафедри духових інструментів НМАУ імені П. І. Чайковського в портретах особистостей // Науковий вісник Національної музичної академії України. — К., 2011. — Випуск 93.
- Специфіка формування репертуару епохи романтизму у виконавській діяльності представників київської флейтової школи // Там само. — Випуск 102.
- Проблематика розвитку флейтового виконавства на пострадянському просторі (на прикладі Київської флейтової школи) // Вісник Державної академії керівних кадрів культури і мистецтв. — К., 2012. — Випуск 2.
- Питання виховання морально-етичних якостей у дослідженнях видатних флейтистів // Науковий вісник Національної музичної академії України. — К., 2013. — Випуск 100.
- Київська флейтова школа: теоретичний, історичний, виконавський аспекти / Дисертація канд. мистецтвознавства: спец. 17.00.03 — муз. мистецтво. — Київ, 2012. — 197 с.